# Вікіпедія мовою йоруба
Вікіпедія мовою йоруба (йоруба Wikipedia Yorùbá) — розділ Вікіпедії мовою йоруба. Вікіпедія мовою йоруба станом на 29 березня 2025 року містить 35 127 статей, 30 766 зареєстрованих користувачів, 72 активних дописувачів, 6 адміністраторів
. Загальна кількість сторінок у Вікіпедії мовою йоруба — 59 489, редагувань — 592 870, завантажених файлів — 160
. Глибина (рівень розвитку мовного розділу) Вікіпедії мовою йоруба дуже мала і становить лише 4.8 пунктів
.
Вікіпедія мовою йоруба була значно розширена у 2011 році, коли користувач Деммі (йоруба Demmy) створив бота, за допомогою якого на мову йоруба було перекладено близько п'ятнадцяти тисяч коротких статей Англійської Вікіпедії. Завдяки цьому кількість статей у Вікіпедії мовою йоруба зросла до тридцяти тисяч, що на певний час вивело цей мовний розділ на перше місце серед розділів Вікіпедії африканськими мовами. За це досягнення Деммі, єдиний адміністратор Вікіпедії мовою йоруба, отримав звання вікіпедиста року у 2012 році.

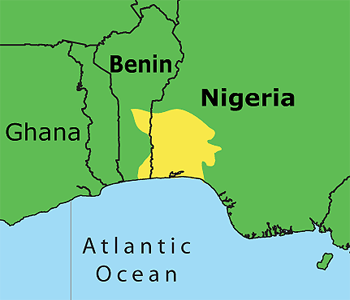
Територія поширення мови йоруба:
частково Нігерія, частково Бенін.